# سانتا كلارا (كاليفورنيا)
سانتا كلارا أنشئت في عام 1777 ميلادية وأدمجت في عام 1852 وهي مدينة في مقاطعة سانتا كلارا. و يقع فيها ملعب ملعب كانديلستيك بارك التابع لفريق سان فرانسيسكو 49 المشارك بدوري كرة القدم الأمريكية.

## المناخ
يظهر الجدول التالي التغييرات المناخية على مدار السنة لسانتا كلارا:
| البيانات المناخية لـسانتا كلارا         | البيانات المناخية لـسانتا كلارا | البيانات المناخية لـسانتا كلارا | البيانات المناخية لـسانتا كلارا | البيانات المناخية لـسانتا كلارا | البيانات المناخية لـسانتا كلارا | البيانات المناخية لـسانتا كلارا | البيانات المناخية لـسانتا كلارا | البيانات المناخية لـسانتا كلارا | البيانات المناخية لـسانتا كلارا | البيانات المناخية لـسانتا كلارا | البيانات المناخية لـسانتا كلارا | البيانات المناخية لـسانتا كلارا | البيانات المناخية لـسانتا كلارا |
| الشهر                                   | يناير                           | فبراير                          | مارس                            | أبريل                           | مايو                            | يونيو                           | يوليو                           | أغسطس                           | سبتمبر                          | أكتوبر                          | نوفمبر                          | ديسمبر                          | المعدل السنوي                   |
| --------------------------------------- | ------------------------------- | ------------------------------- | ------------------------------- | ------------------------------- | ------------------------------- | ------------------------------- | ------------------------------- | ------------------------------- | ------------------------------- | ------------------------------- | ------------------------------- | ------------------------------- | ------------------------------- |
| متوسط درجة الحرارة الكبرى °ف (°م)       | 58 (14)                         | 62 (17)                         | 66 (19)                         | 70 (21)                         | 74 (23)                         | 79 (26)                         | 82 (28)                         | 82 (28)                         | 81 (27)                         | 76 (24)                         | 67 (19)                         | 59 (15)                         | 71 (22)                         |
| متوسط درجة الحرارة الصغرى °ف (°م)       | 38 (3)                          | 41 (5)                          | 42 (6)                          | 44 (7)                          | 47 (8)                          | 50 (10)                         | 53 (12)                         | 52 (11)                         | 51 (11)                         | 47 (8)                          | 42 (6)                          | 39 (4)                          | 46 (8)                          |
| الهطول إنش (مم)                         | 3.03 (77)                       | 2.56 (65)                       | 2.30 (58)                       | 1.03 (26)                       | .40 (10)                        | .09 (2.3)                       | .01 (0.25)                      | .04 (1.0)                       | .27 (6.9)                       | .63 (16)                        | 1.47 (37)                       | 2.66 (68)                       | 14.49 (367.45)                  |
| متوسط أيام هطول الأمطار (≥ .01 in)      | 10                              | 9                               | 9                               | 5                               | 3                               | 1                               | 0                               | 0                               | 1                               | 3                               | 6                               | 9                               | 56                              |
| المصدر: Western Regional Climate Center |                                 |                                 |                                 |                                 |                                 |                                 |                                 |                                 |                                 |                                 |                                 |                                 |                                 |

## توأمة
لسانتا كلارا (كاليفورنيا) اتفاقيات توأمة مع كل من:
- إزومو
- قلمرية

## أعلام
- ميتشيل أكرس
- جيمس غروبر
- جون ترودل
- إيلين كلارك
- أنيت بنسون
- فيرينك سيه